# Pierre Barbotin
Pierre Marie Barbotin (* 29. September 1926 in Nantes; † 20. Februar 2009 ebenda) war ein französischer Radrennfahrer und nationaler Meister im Radsport.

## Sportliche Laufbahn
Barbotin war im Straßenradsport aktiv. Von 1948 bis 1960 war er Berufsfahrer. 1950 gewann er das Critérium national vor Guy Lapébie, 1951 den Circuit de l’Indre und eine Etappe bei Paris–Nizza, 1956 eine Etappe des Critérium du Dauphiné. 1951 wurde er bei Mailand–Sanremo Zweiter hinter Louison Bobet.
Die Tour de France fuhr er viermal. 1951 wurde er 6., 1956 46., 1954 und 1957 war er ausgeschieden. Im Giro d’Italia 1957 wurde er 13., 1958 war er ausgeschieden.